# Clusia haughtii
Clusia haughtii är en tvåhjärtbladig växtart som beskrevs av José Cuatrecasas. Clusia haughtii ingår i släktet Clusia och familjen Clusiaceae. Inga underarter finns listade i Catalogue of Life.